# Черемиське (Нижньогородська область)
Черемиське (рос. Черемисское) — присілок в Кстовському районі Нижньогородської області Російської Федерації.
Населення становить 198 осіб. Входить до складу муніципального утворення Большеєльнинська сільрада.

## Історія
Від 2009 року входить до складу муніципального утворення Большеєльнинська сільрада.

## Населення
| 2002 | 2010 |
| ---- | ---- |
| 185  | ↗198 |